# Ángel Romero Villamayor
Ángel Rodrigo Romero Villamayor (Asunción, Paraguay; 4 de julio de 1992) es un futbolista paraguayo que se desempeña como delantero en el Corinthians de la Serie A de Brasil. Es internacional absoluto con la selección paraguaya de fútbol.

## Trayectoria

### Inicios
A los 7 años entrenó en la escuela de fútbol de San Lorenzo de la Liga Fernandina durante 2 años; luego pasó al Sport Colombia, donde estuvo hasta los 13 años. Posteriormente se presentó la oportunidad de ir al exterior, más específicamente a Argentina, al Club Atlético San Lorenzo de Almagro, propuesta que aceptó y donde se mantuvo un año y medio (sin fichar).
Pasó el tiempo y el Melli decidió volver a su país, en donde le llegaron ofertas de varios clubes, entre ellos: el club Cerro Porteño y Libertad, pero terminaría firmando por Cerro Porteño.
Todas las divisiones formativas por las cuales pasó, desde la escuela de fútbol hasta el fichaje con Cerro Porteño lo hizo junto a su hermano, Óscar Romero.

### Cerro Porteño
Pasarían los años en los que Ángel entrenaría y recorrería por las distintas divisiones de Cerro Porteño, y por fin el 22 de mayo de 2011, el aquel entonces director técnico de Cerro Porteño, el argentino, Leonardo Astrada, lo haría debutar en la Primera División, fue en un partido contra el club Sol de América y que terminaría 1-1 en el marcador, no demasiado bueno para el club, pero sí para Romero que logró convertir su primer gol con la camiseta del ciclón ese día.
En el año 2012 participó con Cerro Porteño de la Copa Libertadores Sub-20, donde su equipo alcanzó los cuartos de final siendo eliminado por el Corinthians en la tanda de penales. Sus buenas actuaciones atrajo el interés de varios equipos europeos como el R. C. D. Espanyol y el Real Madrid Castilla, equipo filial del Real Madrid C. F..
Con la llegada de Jorge Fossati como nuevo entrenador azulgrana, Ángel tendría más participación con el primer equipo y además formaría parte de la nómina de 25 jugadores que Cerro Porteño utilizaría en la Copa Sudamericana y saldría campeón del campeonato local Paraguayo en ese año (2012).
La mala campaña de su equipo en la Copa Libertadores del 2013 y en Torneo Apertura del mismo año causaría la renuncia del entrenador Jorge Fossati. Con esta situación el club acude a Francisco Arce para suceder a Fossati y, desde su llegada, Ángel gozaría de la titularidad en la mayoría de los partidos.
Como fruto de sus buenas actuaciones a lo largo de la temporada, Ángel fue elegido por los periodistas deportivos del diario ABC Color como el mejor futbolista paraguayo del año 2013.

### Corinthians
En junio de 2014, Ángel fue transferido al club Corinthians de Brasil por la suma de USD 3 000 000. El Melli firmó un contrato que lo vincularía al popular Timão por un período de cinco años.
Debutó con la elástica del conjunto paulista casi un mes después de su transferencia el 17 de julio, en un partido contra el Inter de Porto Alegre en el que su equipo ganó por 2 a 1, Ángel ingresó en la etapa complementaria sustituyendo al peruano, Paolo Guerrero. Posterior al partido, su entrenador Mano Menezes lo elogió por su buen rendimiento en el partido y expresó que dentro de poco podría arrancar los partidos como titular.
Sin embargo, Ángel no dispondría de muchas chances de ser titular en el equipo y como consecuencia sus números goleadores registrarían una importante merma en contraste a su brillante performance como antiguo jugador cerrista. Asimismo, para el final de la temporada 2015 se consagraría campeón del Brasileirão con el Corinthians, habiendo disputado un total de 42 partidos desde su llegada y logrando marcar apenas 5 goles.
En el año 2016 mejoraría su capacidad goleadora, llegando en octubre de ese año a convertirse en el máximo goleador del Arena Corinthians.
En mayo de 2017, se consagraría campeón del Campeonato Paulista 2017, anotando un gol en la final ante Ponte Preta. Jugó la Copa Sudamericana 2017, siendo eliminado en octavos de final por Racing Club.

### San Lorenzo
El 8 de agosto de 2019 firmó con San Lorenzo por tres temporadas. El 31 de agosto marcó su primer gol con el club, en la victoria 2-1 sobre el Unión, en partido válido por el Campeonato Argentino. El 28 de agosto de 2021, el club anunció la rescisión del contrato con el atleta, como una forma de cumplir con el juego limpio financiero implementado por la Liga Profesional.

### Cruz Azul
El 2 de febrero de 2022 fue anunciado por Cruz Azul, con contrato vigente hasta diciembre de 2022.

### Regreso a Corinthians
El 15 de diciembre de 2022 se anunció su regreso al Corinthians con un contrato de dos temporadas.
El 30 de septiembre, en la derrota por 2-1 ante São Paulo, en el Morumbi, por el Campeonato Brasileño 2023, Romero cumplió 250 partidos con la camiseta del Corinthians.
El 23 de febrero superó la marca de artillería del Neo Química Arena de 40 goles, al marcar dos goles en el empate 2-2 ante Guaraní, en el Campeonato Paulista 2025.
Ángel Romero alcanzó otro hito significativo con la camiseta del Corinthians. El 2 de marzo de 2025, marcó en el partido contra el Mirassol, en el Neo Química Arena, en los cuartos de final del Paulistão, y se convirtió en el máximo goleador del siglo del Timão. Superó a Jô, autor de 65 goles, llegó a 66 y se aisló como el gran goleador del Corinthians del siglo XXI.

### Compra de Club Sport Colombia
En 2025, junto a su hermano, compró el Club Sport Colombia, de la tercera división de Paraguay.

## Selección nacional
Ha sido internacional con la selección de fútbol de Paraguay desde el 6 de septiembre de 2013, fecha en el que se disputó un partido contra Bolivia y el partido terminaría 4 goles contra 0 a favor de Paraguay.
Su primer gol con la albirroja lo anotaría en la victoria sobre Perú por 2-1 en un partido amistoso disputado en el estadio Feliciano Cáceres el 14 de noviembre de 2014.

### Participaciones en Copas Américas
| Copa              | Sede   | Resultado        | Partidos | Goles |
| ----------------- | ------ | ---------------- | -------- | ----- |
| Copa América 2021 | Brasil | Cuartos de final | 4        | 2     |

### Goles en la selección
| Goles con la Selección de Paraguay | Goles con la Selección de Paraguay | Goles con la Selección de Paraguay | Goles con la Selección de Paraguay | Goles con la Selección de Paraguay | Goles con la Selección de Paraguay | Goles con la Selección de Paraguay | Goles con la Selección de Paraguay | Goles con la Selección de Paraguay |
| Resultados                         | Resultados                         | Resultados                         | Resultados                         | Lugar                              | Estadio                            | Fecha                              | Tipo                               | Goles                              |
| ---------------------------------- | ---------------------------------- | ---------------------------------- | ---------------------------------- | ---------------------------------- | ---------------------------------- | ---------------------------------- | ---------------------------------- | ---------------------------------- |
| Paraguay                           | 2                                  | 1                                  | Perú                               | Luque                              | Estadio Feliciano Cáceres          | 14 de noviembre de 2014            | Amistoso                           | 1 gol                              |
| Paraguay                           | 1                                  | 2                                  | Uruguay                            | Asunción                           | Estadio Defensores del Chaco       | 5 de septiembre de 2017            | Eliminatorias Sudamericanas 2018   | 1 gol                              |
| Paraguay                           | 2                                  | 2                                  | Perú                               | Asunción                           | Estadio Defensores del Chaco       | 8 de octubre de 2020               | Eliminatorias Sudamericanas 2022   | 2 goles                            |
| Paraguay                           | 1                                  | 1                                  | Argentina                          | Buenos Aires                       | Estadio Alberto J. Armando         | 12 de noviembre de 2020            | Eliminatorias Sudamericanas 2022   | 1 gol                              |
| Paraguay                           | 2                                  | 2                                  | Bolivia                            | Asunción                           | Estadio Defensores del Chaco       | 17 de noviembre de 2020            | Eliminatorias Sudamericanas 2022   | 1 gol                              |
| Paraguay                           | 3                                  | 1                                  | Bolivia                            | Goiânia                            | Estadio Olímpico                   | 14 de junio de 2021                | Copa América 2021                  | 2 goles                            |

Para un total de 8 goles.

## Estadísticas

### Clubes
Actualizado hasta su último partido disputado el 1 de junio de 2025.
| Club                        | Div.          | Temporada     | Liga  | Liga  | Liga   | Regional | Regional | Regional | Copas nacionales | Copas nacionales | Copas nacionales | Torneos internacionales | Torneos internacionales | Torneos internacionales | Total | Total | Total  |
| Club                        | Div.          | Temporada     | Part. | Goles | Asist. | Part.    | Goles    | Asist.   | Part.            | Goles            | Asist.           | Part.                   | Goles                   | Asist.                  | Part. | Goles | Asist. |
| --------------------------- | ------------- | ------------- | ----- | ----- | ------ | -------- | -------- | -------- | ---------------- | ---------------- | ---------------- | ----------------------- | ----------------------- | ----------------------- | ----- | ----- | ------ |
| Cerro Porteño Paraguay      | 1.ª           | 2011          | 11    | 2     | 3      | —        | —        | —        | —                | —                | —                | —                       | —                       | —                       | 11    | 3     | 3      |
| Cerro Porteño Paraguay      | 1.ª           | 2012          | 11    | 3     | 3      | —        | —        | —        | —                | —                | —                | —                       | —                       | —                       | 11    | 3     | 3      |
| Cerro Porteño Paraguay      | 1.ª           | 2013          | 42    | 15    | 6      | —        | —        | —        | —                | —                | —                | 4                       | 0                       | 2                       | 46    | 15    | 8      |
| Cerro Porteño Paraguay      | 1.ª           | 2014          | 12    | 11    | 2      | —        | —        | —        | —                | —                | —                | 7                       | 1                       | 2                       | 19    | 12    | 4      |
| Cerro Porteño Paraguay      | Total club    | Total club    | 76    | 31    | 14     | 0        | 0        | 0        | 0                | 0                | 0                | 11                      | 1                       | 4                       | 87    | 32    | 18     |
| S. C. Corinthians · Brasil  | 1.ª           | 2014          | 21    | 0     | 1      | —        | —        | —        | 5                | 1                | 0                | —                       | —                       | —                       | 26    | 1     | 1      |
| S. C. Corinthians · Brasil  | 1.ª           | 2015          | 12    | 3     | 0      | 4        | 0        | 0        | 1                | 1                | 0                | —                       | —                       | —                       | 17    | 4     | 0      |
| S. C. Corinthians · Brasil  | 1.ª           | 2016          | 27    | 5     | 6      | 17       | 5        | 0        | 3                | 1                | 0                | 6                       | 2                       | 1                       | 53    | 13    | 7      |
| S. C. Corinthians · Brasil  | 1.ª           | 2017          | 30    | 3     | 2      | 15       | 2        | 1        | 5                | 1                | 0                | 5                       | 0                       | 0                       | 55    | 6     | 3      |
| S. C. Corinthians · Brasil  | 1.ª           | 2018          | 27    | 6     | 2      | 15       | 1        | 2        | 8                | 3                | 0                | 8                       | 1                       | 2                       | 58    | 11    | 6      |
| C. A. San Lorenzo Argentina | 1.ª           | 2019-20       | 20    | 5     | 5      | —        | —        | —        | 1                | 0                | 0                | —                       | —                       | —                       | 21    | 5     | 5      |
| C. A. San Lorenzo Argentina | 1.ª           | 2020          | —     | —     | —      | —        | —        | —        | 10               | 4                | 3                | —                       | —                       | —                       | 10    | 4     | 3      |
| C. A. San Lorenzo Argentina | 1.ª           | 2021          | 5     | 0     | 1      | —        | —        | —        | 12               | 2                | 0                | 7                       | 3                       | 3                       | 24    | 5     | 4      |
| C. A. San Lorenzo Argentina | Total club    | Total club    | 25    | 5     | 6      | 0        | 0        | 0        | 23               | 6                | 3                | 7                       | 3                       | 3                       | 55    | 14    | 12     |
| C. F. Cruz Azul · México    | 1.ª           | C-2022        | 15    | 1     | 1      | —        | —        | —        | 1                | 1                | 1                | 5                       | 1                       | 1                       | 21    | 3     | 3      |
| C. F. Cruz Azul · México    | 1.ª           | A-2022        | 18    | 2     | 1      | —        | —        | —        | —                | —                | —                | —                       | —                       | —                       | 18    | 2     | 1      |
| C. F. Cruz Azul · México    | Total club    | Total club    | 33    | 3     | 2      | 0        | 0        | 0        | 1                | 1                | 1                | 5                       | 1                       | 1                       | 39    | 5     | 4      |
| S. C. Corinthians · Brasil  | 1.ª           | 2023          | 22    | 8     | 1      | 9        | 0        | 0        | —                | —                | —                | 11                      | 0                       | 1                       | 42    | 8     | 2      |
| S. C. Corinthians · Brasil  | 1.ª           | 2024          | 28    | 5     | 4      | 11       | 3        | 1        | 10               | 3                | 0                | 10                      | 3                       | 3                       | 59    | 14    | 8      |
| S. C. Corinthians · Brasil  | 1.ª           | 2025          | 11    | 0     | 1      | 14       | 4        | 2        | 1                | 0                | 0                | 10                      | 1                       | 0                       | 36    | 5     | 3      |
| S. C. Corinthians · Brasil  | Total club    | Total club    | 178   | 30    | 17     | 85       | 15       | 6        | 33               | 10               | 0                | 50                      | 7                       | 7                       | 346   | 62    | 30     |
| Total carrera               | Total carrera | Total carrera | 312   | 69    | 39     | 85       | 15       | 6        | 57               | 17               | 4                | 73                      | 12                      | 15                      | 527   | 113   | 64     |
| 1. 2. 3. 4.                 |               |               |       |       |        |          |          |          |                  |                  |                  |                         |                         |                         |       |       |        |

### Selección nacional
Actualizado hasta su último partido disputado el 10 de junio de 2025.
| Selección         | Año             | Amistosos | Amistosos | Amistosos | Eliminatorias | Eliminatorias | Eliminatorias | Continental | Continental | Continental | Mundial | Mundial | Mundial | Total | Total | Total  |
| Selección         | Año             | Part.     | Goles     | Asist.    | Part.         | Goles         | Asist.        | Part.       | Goles       | Asist.      | Part.   | Goles   | Asist.  | Part. | Goles | Asist. |
| ----------------- | --------------- | --------- | --------- | --------- | ------------- | ------------- | ------------- | ----------- | ----------- | ----------- | ------- | ------- | ------- | ----- | ----- | ------ |
| Absoluta Paraguay | 2013            | —         | —         | —         | 1             | 0             | 0             | —           | —           | —           | —       | —       | —       | 1     | 0     | 0      |
| Absoluta Paraguay | 2014            | 2         | 1         | 0         | —             | —             | —             | —           | —           | —           | —       | —       | —       | 2     | 1     | 0      |
| Absoluta Paraguay | 2016            | —         | —         | —         | 4             | 0             | 1             | —           | —           | —           | —       | —       | —       | 4     | 0     | 1      |
| Absoluta Paraguay | 2017            | 1         | 0         | 0         | 4             | 1             | 0             | —           | —           | —           | —       | —       | —       | 5     | 1     | 0      |
| Absoluta Paraguay | 2018            | 2         | 0         | 0         | —             | —             | —             | —           | —           | —           | —       | —       | —       | 2     | 0     | 0      |
| Absoluta Paraguay | 2019            | 6         | 0         | 0         | —             | —             | —             | —           | —           | —           | —       | —       | —       | 6     | 0     | 0      |
| Absoluta Paraguay | 2020            | —         | —         | —         | 4             | 4             | 0             | —           | —           | —           | —       | —       | —       | 4     | 4     | 0      |
| Absoluta Paraguay | 2021            | —         | —         | —         | 9             | 0             | 3             | 5           | 2           | 0           | —       | —       | —       | 14    | 2     | 3      |
| Absoluta Paraguay | 2022            | 1         | 0         | 0         | 2             | 0             | 0             | —           | —           | —           | —       | —       | —       | 3     | 0     | 0      |
| Absoluta Paraguay | 2024            | 1         | 0         | 0         | 2             | 0             | 0             | 2           | 0           | 0           | —       | —       | —       | 5     | 0     | 0      |
| Absoluta Paraguay | 2025            | —         | —         | —         | 4             | 0             | 0             | —           | —           | —           | —       | —       | —       | 4     | 0     | 0      |
| Total selección   | Total selección | 13        | 1         | 0         | 30            | 5             | 4             | 7           | 2           | 0           | 0       | 0       | 0       | 50    | 8     | 4      |
| 1. 2.             |                 |           |           |           |               |               |               |             |             |             |         |         |         |       |       |        |

### Hat-tricks
| 1 | 29 de julio de 2018 | Estadio Nacional de Brasilia Mané Garrincha, Brasilia | C. R. Vasco da Gama - S. C. Corinthians |  | 1 - 4 | Serie A 2018 |

## Palmarés

### Títulos regionales
| Título              | Club              | Estado    | Año  |
| ------------------- | ----------------- | --------- | ---- |
| Campeonato Paulista | S. C. Corinthians | São Paulo | 2017 |
| Campeonato Paulista | S. C. Corinthians | São Paulo | 2018 |
| Campeonato Paulista | S. C. Corinthians | São Paulo | 2019 |
| Campeonato Paulista | S. C. Corinthians | São Paulo | 2025 |

### Títulos nacionales
| Título                  | Club              | País     | Año    |
| ----------------------- | ----------------- | -------- | ------ |
| Primera División        | Cerro Porteño     | Paraguay | 2012-A |
| Primera División        | Cerro Porteño     | Paraguay | 2013-C |
| Campeonato Brasileño    | S. C. Corinthians | Brasil   | 2015   |
| Campeonato Brasileño    | S. C. Corinthians | Brasil   | 2017   |
| Supercopa de la Liga MX | C. F. Cruz Azul   | México   | 2022   |

### Distinciones individuales
| Distinción                   | Año  |
| ---------------------------- | ---- |
| Futbolista Paraguayo del Año | 2013 |